# Austrognathia clavigera
Austrognathia clavigera är en djurart som tillhör fylumet käkmaskar, och som beskrevs av Wolfgang Sterrer 1997. Austrognathia clavigera ingår i släktet Austrognathia och familjen Austrognathiidae. Inga underarter finns listade i Catalogue of Life.